# Coua géant
 (octobre 2024).
Coua gigas
Espèce
Statut de conservation UICN

 LC  : Préoccupation mineure
Le Coua géant (Coua gigas) est une espèce d'oiseau endémique de Madagascar, appartenant à la famille des Cuculidae.

## Description
Cet oiseau mesure environ 62 cm de longueur. Il ne présente pas de dimorphisme sexuel.
L'adulte a le dessus de la tête, le cou, les ailes et les parties supérieures du corps vert bronze. Les sus-caudales sont un peu plus sombres. Les yeux brun brun sombre sont entourés d'une zone de peau nue bleu clair nacré au-dessus, bleu outremer en dessous et en arrière marqué par une tache rose nacrée juste derrière les yeux. Cette zone dénudée est bordée d'un trait noir très épais dans sa partie inférieure. Le menton et la gorge sont beige pâle, le haut de la poitrine beige, le bas de celle-ci et la partie antérieure du ventre roux orangé, la partie postérieure de celui-ci et les sous-caudales noirs. Les rectrices médianes noires présente des reflets métalliques bleus, les autres arborent également une extrémité blanche. Le bec est noir.
L'immature diffère de l'adulte par la teinte plus terne et nettement moins colorée au niveau de la poitrine et du ventre, le dessus de la tête brunâtre, les plumes des ailes et les scapulaires présentant une tache apicale chamois, les zones de peau nue autour des yeux bleu terne et le bec chair.

## Comportement
Cet oiseau est essentiellement terrestre (sauf pour la reproduction). Il vit seul, en couple ou en groupe familial.

## Nidification
Elle se déroule en novembre et décembre. Le nid est construit dans un arbre entre 3 et 10 m de hauteur. En forme de coupe, il est constitué de brindilles, de petites branches, de morceaux d'écorces et de feuilles épaisses tandis que l'intérieur est garni de pétioles. La femelle pond généralement trois œufs blanc mat de dimensions moyennes 43,5 x 32,3 mm. Le poussin présente un dessin buccal caractéristique.

## Alimentation
Il se nourrit surtout d'insectes (lépidoptères) et occasionnellement de graines.